# Bảng Anh
Bảng Anh (tiếng Anh: pound, ký hiệu £, mã ISO: GBP) là đơn vị tiền tệ chính thức của Vương quốc Liên hiệp Anh và Bắc Ireland cùng các lãnh thổ hải ngoại, thuộc địa. Một bảng Anh gồm 100 xu (pence hoặc penny).
Ký hiệu của đồng bảng ban đầu có hai gạch trên thân (₤), sau này mới chuyển thành một gạch (£), ký hiệu này xuất xứ từ ký tự L trong LSD – tên viết tắt của các đơn vị trong hệ đếm 12 – librae, solidi, denarii, chuyển sang tiếng Anh là Pound, shilling và pence (hoặc penny).
Đồng bảng Anh là đồng tiền lâu đời nhất còn được sử dụng sau khi một số quốc gia thuộc khối EU chuyển sang dùng đồng Euro (€). Nó là đồng tiền được lưu trữ trong các quỹ dự trữ ngoại tệ toàn cầu, mức phổ biến chỉ sau đồng đô la Mỹ và đồng Euro. Đồng bảng đứng thứ tư về khối lượng giao dịch ngoại tệ toàn cầu sau đồng đô la Mỹ, đồng Euro và đồng Yên Nhật.
Trước năm 1971, một bảng là 20 shilling, một shilling là 12 xu (pence). Như vậy một bảng là 240 xu. Ngày nay, đơn vị shilling không tồn tại nữa, một bảng Anh (£1) bằng một trăm xu (100p). Đồng xu kim loại kiểu cũ rút ra khỏi hệ thống thanh toán năm 1980.

## Phát hành
Bảng Anh được phát hành bằng tiền mặt dưới dạng tiền kim loại và tiền giấy.

### Tiền kim loại
Tiền kim loại do Xưởng đúc tiền Hoàng gia (Royal Mint) phát hành, bao gồm các mệnh giá: 1 xu, 2 xu, 5 xu, 10 xu, 20 xu, 50 xu, một bảng, và hai bảng. Có cả đồng năm bảng, nhưng ít được sử dụng.

Bộ tiền xu của Vương quốc Anh

Trên đồng 1 xu có hình một cổng thành.
Trên đồng 2 xu có hình biểu tượng của Huân tước xứ Wales.
Trên đồng 5 xu có hình hoa Thistle, quốc hoa của xứ Scotland.
Trên đồng 10 xu có hình một con sư tử, tượng trưng cho nước Anh (một trong những nước cấu thành của Vương quốc Liên hiệp Anh và Bắc Ireland)
.
Đồng 20 xu có hình hoa hồng Tudor.
Đồng 50 xu có hình Britannia, nữ thần tượng trưng cho đại đế quốc Anh và hình một con sư tử.
Đồng một bảng (hình trên) có biểu tượng của cây thánh giá Celtic xứ Northern Ireland.
Đồng hai bảng có in câu nói của Isaac Newton "Standing on the Shoulders of Giants" (đứng trên vai những người khổng lồ).

### Tiền giấy
Tiền giấy do Ngân hàng Anh và các ngân hàng ở Scotland, Bắc Ireland phát hành, bao gồm các loại mệnh giá: 5 bảng, 10 bảng, 20 bảng và 50 bảng. Việc phát hành tiền giấy của các ngân hàng ở Scotland và Bắc Ireland tuân thủ nghiêm ngặt yêu cầu là phải đặt thế chấp tại Ngân hàng Anh cho toàn bộ lượng tiền giấy đưa vào lưu thông.
Loạt tiền giấy hiện đang sử dụng,mặt sau có in hình một số nhân vật lịch sử:
- Trên tờ năm bảng Anh có in hình Winston Churchill, một nhà chính trị người Anh, nổi tiếng nhất với cương vị Thủ tướng Anh trong thời Chiến tranh thế giới thứ hai. Ông từng là một người lính, nhà báo, tác giả, họa sĩ và chính trị gia.
- Trên tờ 10 bảng Anh có in hình Jane Austen, một nữ văn sĩ người Anh, tác giả của những tác phẩm nổi tiếng như Lý trí và tình cảm, Kiêu hãnh và định kiến, Trang Viên Mansfield, Emma, Northanger Abbey, và Thuyết Phục.
- Tờ 20 bảng Anh có hình J. M. W. Turner, là một họa sĩ vẽ tranh phong cảnh thuộc trường phái lãng mạn, người được biết đến với tài sử dụng màu nước cho các bức vẽ, Turner được coi là người đã đặt nền móng cho Trường phái ấn tượng.
- Tờ 50 bảng Anh có Matthew Boulton và James Watt, hai danh nhân đóng vai trò quan trọng cho sự phát triển của động cơ hơi nước hồi thế kỷ 18. Ngày 23 tháng 6 năm 2021, Ngân hàng Trung ương Vương quốc Anh (BoE) cho phép lưu hành tờ tiền 50 Bảng Anh mới tưởng niệm Alan Turing nhân dịp sinh nhật ông. Tờ tiền 50 bảng Anh mới có hình ảnh của Alan Turing, các công thức toán học từ một tờ giấy mà ông viết vào năm 1936, đặt ra nền tảng cho khoa học máy tính hiện đại và các bản vẽ kỹ thuật cho các máy dùng để giải mã Máy Enigma và một câu trích dẫn của Turing về sự trỗi dậy của trí tuệ nhân tạo: "Đây chỉ là phần mở đầu về những gì là sẽ đến, và chỉ là cái bóng của những gì sắp xảy ra".[1][2]

Có cả tiền giấy mệnh giá 100 bảng, nhưng không lưu thông trên thị trường.
Tiền giấy mệnh giá một bảng được dùng ở quần đảo Channels và Scotland.

## Tỷ giá hối đoái
Tỷ giá giao dịch của đô la Mỹ với đồng bảng Anh(USD/GBP) qua các năm:
- 1.23 (2016) Yahoo.com
- 0.5418 (2006),
- 0.5493 (2005),
- 0.5462 (2004),
- 0.6125 (2003),
- 0.6672 (2002).

Tỷ giá giao dịch với đồng Việt Nam (GBP/VND) cập nhật ngày 09/11/2019 là:
- 29,851.28 theo Tỷ giá Ngân hàng Vietcombank
- 29.648,84 Yahoo.com

Tỷ giá giao dịch với đồng Việt Nam (GBP/VND) cập nhật ngày 09/11/2019 là:
- 29.367,00 theo tỷ giá Ngân hàng thương mại cổ phần Á Châu (ACB).

## Lịch sử đồng bảng Anh

### Trước thời đồng bảng
Thời Anglo-Saxon, những đồng xu bạc gọi là đồng sceat được sử dụng trong thương mại và nặng 20 grain (xấp xỉ 1,3 gram).
Vua Offa ở vùng Merica giữa nước Anh ngày nay (khoảng năm 790) phát hành đồng penny bạc nặng 22,5 grain (xấp xỉ 1.5 gram). 240 đồng penny bạc nặng tương đương một đơn vị bạc gọi là Tower pound, tổng cộng 5.400 grain (349,9 gram)
Năm 1526, đơn vị pound bạc được nâng lên 373,242 gram gọi là Troy pound.
Là một đơn vị tiền tệ, đồng bảng Anh xuất xứ từ giá trị của khối lượng bạc trong đồng Tower pound.

### Đồng bảng (pound sterling)
Tên gọi đồng bảng (pound) bắt nguồn từ đồng Tower pound có hàm lượng bạc tinh khiết khá cao đạt 92,5% (đồng chiếm phần còn lại 7,5%).
Đồng bảng Anh ngày nay (pound sterling) được xác lập bởi Nữ hoàng Elizabeth I và các cố vấn của bà. Những năm trước đó từ 1543-1551, nước Anh dưới thời vua Tudor trải qua biến động tài chính, đồng xu bạc – tiền của nước Anh giảm hàm lượng bạc rất nhiều. Tới năm 1551, hàm lượng bạc trong đồng penny của nước Anh chỉ còn một phần ba. Dưới thời Nữ hoàng Elizabeth I, những đồng xu bạc cũ được thu về để đúc lại hoặc đổi đồng xu mới theo một tỷ lệ có khấu trừ.
Kể từ đó, đồng pound sterling giữ ổn định giá trị nội tại của nó bất kể các đồng tiền khác của Châu Âu thay đổi ra sao, qua các khủng hoảng tài chính năm 1621, 1694-96, 1774 và 1797 và thậm chí là sau khi nước Anh chuyển sang bản vị vàng. Ngay cả những loạn lạc của Nội chiến nước Anh cũng không làm đồng bảng mất giá. Có ý kiến cho rằng nhờ đồng tiền vững giá trong nhiều thế kỷ, nước Anh xây dựng được nền tảng tài chính ưu việt, hệ thống tín dụng an toàn, uy tín trong suốt thế kỷ 18. Đồng bảng là đồng tiền chính thức của Ngân hàng Anh ngay khi nó thành lập năm 1694.

### Bản vị vàng
Đồng bảng chuyển sang bản vị vàng một cách không chính thức từ bản vị bạc nhờ sự định giá vàng quá cao ở Anh khiến vàng chảy về nước Anh đối lại cho dòng xuất khẩu bạc đều đặn. Thực tế này xảy ra dù có việc tái định giá vàng năm 1717 của Ngài Isaac Newton lúc đó là người đứng đầu Xưởng đúc tiền hoàng gia (Royal Mint). Bản vị vàng được lập lại sau khi Chiến tranh Napoleon cho đến sau Chiến tranh thế giới thứ nhất.
Cho đến trước Chiến tranh thế giới lần thứ nhất, nước Anh là một trong những nền kinh tế mạnh nhất thế giới, chiếm 40% luồng xuất ngoại đầu tư của toàn cầu. Thế nhưng, sau chiến tranh, nó vay nợ 850 triệu bảng chủ yếu là từ Hoa Kỳ, với lãi suất lên tới 40% chi tiêu của chính phủ.
Trong một nỗ lực lấy lại sự ổn định tiền tệ, bản vị vàng được khôi phục năm 1925, theo đó bảng Anh quay lại nội dung vàng ở mức trước chiến tranh, dẫu rằng người ta chỉ có thể đổi đồng bảng lấy vàng thỏi chứ không phải xu vàng. Bản vị vàng bị từ bỏ ngày 21 tháng 9 năm 1931 trong thời gian Đại khủng hoảng và bảng Anh mất giá 25%.
Ngày nay, việc đảm bảo quy đổi tiền tệ ra kim loại quý không còn nữa. Dollar Mỹ là đồng tiền cuối cùng duy trì bản vị vàng tới năm 1971. Bảng Anh đã từng là đồng tiền của nhiều khu vực của Đế quốc Anh. Khi Đế quốc Anh trở thành Khối thịnh vượng chung, các quốc gia tự phát hành đồng tiền riêng như đồng bảng Australia (1910-1966) và đồng bảng Ireland (1928-1999). Những đồng tiền này nằm trong ảnh hưởng của đồng bảng và tỷ giá gắn với bảng Anh.

### Gắn chặt với đô la Mỹ
Kể từ khi từ bỏ cam kết quy đổi trực tiếp đồng bảng ra vàng (bản vị vàng), có một số nỗ lực để cố định giá trị của bảng Anh với một số ngoại tệ khác, đặc biệt là với đô la Mỹ.
Dưới những áp lực kinh tế liên tiếp và mặc dù luôn từ chối phá giá đồng bảng, cuối cùng, ngày 19 tháng 9 năm 1949, chính phủ Anh buộc phải phá giá tiền tệ 40% từ tỷ giá với đô la Mỹ là £1 = US$4 xuống US$2,80. Động thái này kéo theo sự phá giá so với đô la Mỹ của đồng tiền các quốc gia khác gồm Úc, Đan Mạch, Ireland, Ai Cập, Ấn Độ, Israel, New Zealand, Na Uy, và Nam Phi.
Đến giữa những năm 1960, đồng bảng lại đứng trước áp lực phá giá so với đồng đô la Mỹ. Mùa hè năm 1966, giá trị bảng Anh tụt xuống trên thị trường tiền tệ. Chính phủ của thủ tướng Wilson buộc phải thắt chặt kiểm soát giao dịch ngoại tệ. Ngày 18 tháng 11 năm 1967, đồng bảng Anh mất giá tới 14,3% xuống mức £1 = US$2,41. Trong nhiều biện pháp quản lý, có cả những biện pháp cực đoan như cấm khách du lịch mang ra khỏi nước Anh quá £50. Sự cấm đoán được dỡ bỏ năm 1970.
Cùng với sự sụp đổ của Hệ thống tiền tệ Bretton Woods, đồng tiền của nước Anh được thả nổi, để tự thị trường quyết định giá trị. Khu vực ảnh hưởng của đồng bảng Anh chấm dứt sự tồn tại cùng quyết định này, các thành viên của khu vực cũng thả nổi tỷ giá tiền tệ.
Một cuộc khủng hoảng tài chính nữa diễn ra năm 1976 khi có tin tiết lộ rằng Quỹ tiền tệ quốc tế (IMF) cho rằng tỷ giá của đồng bảng nên ở tỷ giá £1 = US$1,50. Kết quả là tỷ giá thị trường của bảng Anh sa xuống mức £1 = US$1,57 và chính phủ Anh quyết định phải vay £2,3 tỷ từ IMF để cứu vãn tỷ giá đồng tiền. Đầu thập kỷ 1980, đồng tiền nước Anh tăng dần giá trị lên trên US$2 nhờ lãi suất tăng lên khi chính sách tiền tệ hướng đến sử dụng công cụ nguồn cung tiền tệ. Tỷ giá cao của đồng bảng bị chỉ trích là một nguyên nhân của sự suy thoái kinh tế của nước Anh năm 1981. Tỷ giá tụt xuống mức thấp nhất là tháng 2 năm 1985 với giá £1 =US$1,05. Nó nhanh chóng lấy lại sức mạnh vào đầu những năm 1990, trở về ngưỡng US$2.

### Gắn chặt với đồng Mác Đức
Năm 1988, Bộ trưởng Tài chính Nigel Lawson dưới thời thủ tướng Margaret Thatcher quyết định rằng đồng bảng sẽ "theo bóng" đồng Mác Tây Đức. Hậu quả là lạm phát gia tăng nhanh chóng trong khi kinh tế bùng nổ ngắn hạn bởi lãi suất quá thấp. Chính phủ của Đảng Bảo thủ Anh từ chối sử dụng các cơ chế bổ sung khác nhằm kiểm soát bùng nổ tín dụng. Cựu thủ tướng Ted Health mô tả Bộ trưởng Tài chính Nigel Lawson là "tay chơi gôn chỉ có một gậy".

### Gắn với đồng tiền chung châu Âu
Một thay đổi chính sách tỷ giá khác là vào ngày 08 tháng 10 năm 1990 khi chính phủ của thủ tướng Thatcher gia nhập Cơ chế tỷ giá châu Âu (European Exchange Rate Mechanisim - ERM) ở tỷ giá £1 = DM2,95. Tuy vậy, sau ngày thứ Tư đen tối (16 tháng 9 năm 1992), nước Anh ra khỏi cơ chế này bởi nền kinh tế Anh làm cơ chế này không thể duy trì được. Tỷ phú George Soros kiếm được khoảng 1 tỷ đô la Mỹ nhờ đầu cơ bán trước mua sau đồng bảng Anh.
Sự kiện "thứ Tư Đen" chứng kiến tỷ lệ lãi suất nhảy vọt từ 10% lên 12% và cuối cùng là 15% trong một nỗ lực vô ích nhằm cứu vãn tỷ giá đồng bảng không bị rớt khỏi các mức giới hạn của Cơ chế tỷ giá châu Âu. Tỷ giá ngoại hối sa xuống £1 = DM2,20. Những người ủng hộ giá trị thấp của đồng bảng cho rằng đồng tiền Anh rẻ hơn đã thúc đẩy xuất khẩu và góp phần vào sự thịnh vượng kinh tế của nước Anh thập kỷ 1990.
Ngân hàng trung ương của Malaysia (Bank Negara Malaysia) tiết lộ rằng nó bị lỗ hơn 4 tỷ đô la Mỹ khi đồng bảng Anh bị phá giá.

### Theo đuổi mục tiêu kiểm soát lạm phát
Chính phủ của Công Đảng đắc cử năm 1997 đã làm một quyết định gây ngạc nhiên khi bộ trưởng tài chính Gordon Brown chuyển giao công việc kiểm soát lãi suất cho Ngân hàng Anh. Ngày nay, Ngân hàng Anh chịu trách nhiệm ấn định các lãi suất cơ bản sao cho tỷ lệ lạm phát ở sát mức 2% hàng năm. Nếu tỷ lệ lạm phát (là chỉ số giá tiêu dùng) dao động quá 1% trên hoặc dưới mức 2%, thống đốc Ngân hàng Anh phải viết thư ngỏ giải trình với Bộ trưởng Tài chính và báo cáo các biện pháp sẽ được thực hiện để đưa tỷ lệ lạm phát trở lại 2%. Ngày 17 tháng 4 năm 2007, báo cáo chỉ số lạm phát cho thấy con số này đã là 3,1% (chỉ số tăng giá bán lẻ là 4,8%). Theo đó, lần đầu tiên kể từ khi được giao kiểm soát lạm phát, thống đốc Ngân hàng Anh phải giải trình trước chính phủ Anh về thực tế này.

### Với đồng tiền chung châu Âu - Euro (€)
Là một thành viên của Liên minh châu Âu, nước Anh có quyền chấp nhận Euro (€) là đồng tiền chính thức của nó.Song, do còn nhiều tranh cãi về mặt chính trị không chỉ là bởi nước Anh đã từng bị buộc phải ra khỏi Cơ chế Tỷ giá châu Âu khi mà sự yếu kém của kinh tế Anh làm cho cơ chế này không duy trì được. Cùng với Đan Mạch và Thụy Điển, Anh chưa gia nhập đồng hệ thống đồng tiền chung châu Âu. Đứng về mặt lý thuyết, các quốc gia thuộc Liên minh châu Âu phải gia nhập hệ thống này và chấp nhận đồng Euro, tuy nhiên có quyền trì hoãn không xác định thời gian. Việc thay thế đồng bảng bằng đồng Euro gặp phải trở ngại còn bởi lý do đồng bảng là biểu tượng tự hào quốc gia của Anh.

### Đầu thế kỷ 21
Mặc dù bảng Anh và Euro (€) không gắn chặt với nhau, hai đồng tiền này đã có một thời gian dài lên xuống cùng nhau. Cho đến giữa năm 2006, sự song hành này mới chấm dứt. Những lo ngại về lạm phát khiến Ngân hàng Anh hai lần nâng tỷ lệ lãi suất ngoài dự kiến vào cuối năm 2006 và đầu 2007, kết quả là đồng bảng chạm mức tỷ giá so với Euro (€) cao nhất kể từ tháng 1 năm 2003. Ngày 18 tháng 4 năm 2007, đồng bảng Anh nhảy lên mức tỷ giá cao nhất trong vòng 26 năm so với đô la Mỹ. Trước đó một ngày, nó đã vượt qua ngưỡng US$2 của năm 1992.

## Giá trị của đồng bảng
Năm 2006, thư viện của Hạ Nghị viện Vương quốc Anh phát hành một ấn bản  thống kê giá trị của bảng Anh từng năm từ 1750 đến 2005 với giá trị của năm 1974 (là năm bỏ bản vị vàng của nền kinh tế Mỹ) là 100. Tài liệu này là bản cập nhật của những ấn bản phát hành năm 1998 và 2003.
Về giai đoạn 1750-1914, tài liệu nhận xét: "Mặc dù giá cả có những biến động đáng kể theo từng năm trước năm 1914 (phản ánh tình hình mùa màng, chiến tranh...) nhưng trong thời gian dài mức tăng giá không thể so sánh với giai đoạn sau 1945". Bản nhận xét tiếp tục, "từ năm 1945, giá cả tăng hàng năm tổng cộng đến 2005 là hơn 27 lần mức giá năm 1945".
Chỉ số giá trị đồng bảng năm 1750 là 5,1, tăng đến đỉnh cao ở con số 16,3 năm 1813, và sau đó nhanh chóng giảm xuống quanh 10,0 ngay sau kết thúc chiến tranh Napoleon. Cho đến hết thế kỷ 19, chỉ số dao động trong khoảng 8,5 đến 10,0. Chỉ số đồng bản năm 1914 là 9,8; lên đỉnh cao 25,3 năm 1920 để rồi giảm xuống 15,8 năm 1933 và 1934. Như vậy giá cả thời điểm này đã gấp ba lần so với 180 năm trước đó.
Lạm phát đã có ảnh hưởng to lớn trong và sau Chiến tranh thế giới thứ hai: - chỉ số 20,2 năm 1940 và 757,3 năm 2005
| Chỉ số giá cả (năm 1974=100) | Thời gian      |
| ---------------------------- | -------------- |
| 5,1                          | 1750           |
| 16,3                         | 1813           |
| 8,5 - 10,0                   | suốt thế kỷ 19 |
| 9,8                          | 1914           |
| 25,3                         | 1920           |
| 15,8                         | 1933 và 1934   |
| 20,2                         | 1940           |
| 33,0                         | 1950           |
| 49,1                         | 1960           |
| 73,1                         | 1970           |
| 263,7                        | 1980           |
| 497,5                        | 1990           |
| 671,8                        | 2000           |
| 757,3                        | 2005           |

## Giá trị so với các đồng tiền khác
Hiện nay, bảng Anh là đồng tiền được mua bán tự do trên toàn thế giới và do đó, giá trị của nó so với các đồng tiền khác biến động hàng ngày. Đây là một trong những đồng tiền có giá trị cao nhất trên thế giới. Tại thời điểm ngày 22 tháng 4 năm 2007, một bảng Anh bằng hai đô la Mỹ.
| Bảng Unicode Biểu tượng tiền tệ Official Unicode Consortium code chart: Currency Symbols Version 13.0 |   |   |   |   |   |   |   |   |   |   |   |   |   |   |   |   |
| | 0 | 1 | 2 | 3 | 4 | 5 | 6 | 7 | 8 | 9 | A | B | C | D | E | F |
| U+20Ax                                                                                                | ₠ | ₡ | ₢ | ₣ | ₤ | ₥ | ₦ | ₧ | ₨ | ₩ | ₪ | ₫ | € | ₭ | ₮ | ₯ |
| U+20Bx                                                                                                | ₰ | ₱ | ₲ | ₳ | ₴ | ₵ | ₶ | ₷ | ₸ | ₹ | ₺ | ₻ | ₼ | ₽ | ₾ | ₿ |
| U+20Cx                                                                                                |   |   |   |   |   |   |   |   |   |   |   |   |   |   |   |   |